# Parasteatoda
Parasteatoda es un género de arañas de la familia Theridiidae, orden Araneae. Fue descrito por el americano Allan Frost Archer en 1946.

## Especies
- Parasteatoda aequipeiformis Yang, Irfan & Peng, 2019
- Parasteatoda angulithorax (Bösenberg & Strand, 1906)
- Parasteatoda asiatica (Bösenberg & Strand, 1906)
- Parasteatoda camura (Simon, 1877)
- Parasteatoda celsabdomina (Zhu, 1998)
- Parasteatoda cingulata (Zhu, 1998)
- Parasteatoda corrugata Yoshida, 2016
- Parasteatoda culicivora (Bösenberg & Strand, 1906)
- Parasteatoda daliensis (Zhu, 1998)
- Parasteatoda decorata (L. Koch, 1867)
- Parasteatoda ducta (Zhu, 1998)
- Parasteatoda galeiforma (Zhu, Zhang & Xu, 1991)
- Parasteatoda gui (Zhu, 1998)
- Parasteatoda hammeni (Chrysanthus, 1963)
- Parasteatoda hatsushibai Yoshida, 2009
- Parasteatoda jinghongensis (Zhu, 1998)
- Parasteatoda kaindi (Levi, Lubin & Robinson, 1982)
- Parasteatoda kentingensis Yoshida, 2015
- Parasteatoda kompirensis (Bösenberg & Strand, 1906)
- Parasteatoda lanyuensis (Yoshida, Tso & Severinghaus, 2000)
- Parasteatoda longiducta (Zhu, 1998) – China
- Parasteatoda lunata (Clerck, 1757)
- Parasteatoda lunata serrata (Franganillo, 1930)
- Parasteatoda merapiensis Yoshida & Takasuka, 2011
- Parasteatoda nigrovittata (Keyserling, 1884)
- Parasteatoda oxymaculata (Zhu, 1998)
- Parasteatoda palmata Gao & Li, 2014
- Parasteatoda polygramma (Kulczyński, 1911)
- Parasteatoda quadrimaculata (Yoshida, Tso & Severinghaus, 2000)
- Parasteatoda ryukyu (Yoshida, 2000)
- Parasteatoda simulans (Thorell, 1875)
- Parasteatoda songi (Zhu, 1998)
- Parasteatoda subtabulata (Zhu, 1998)
- Parasteatoda subvexa (Zhu, 1998)
- Parasteatoda tabulata (Levi, 1980)
- Parasteatoda taiwanica Yoshida, 2015
- Parasteatoda tepidariorum (C. L. Koch, 1841)
- Parasteatoda tepidariorum australis (Thorell, 1895)
- Parasteatoda transipora (Zhu & Zhang, 1992)
- Parasteatoda triangula (Yoshida, 1993)
- Parasteatoda valoka (Chrysanthus, 1975)
- Parasteatoda vervoorti (Chrysanthus, 1975)
- Parasteatoda wangi Jin & Zhang, 2013
- Parasteatoda wau (Levi, Lubin & Robinson, 1982)